# Industrieschule
Industrieschulen wurden 1779 in Böhmen von Bischof Ferdinand Kindermann von Schulstein gegründet, weitere entstanden in den folgenden Jahren in Deutschland (Friedrich Adolf Sauer), Österreich und vereinzelt in der Schweiz. Dort sollten v. a. Kinder aus der Unterschicht zur Arbeit erzogen und ausgebildet werden, damit sie später für das Erwerbsleben in der sich entfaltenden Industriegesellschaft gerüstet waren: Buben lernten im Industrieunterricht Spinnen, im so genannten Industriegarten (Schulgarten wie er etwa 1791/1792 in Unterleinach geschaffen wurde) Gartenbau oder Baumpflege, Mädchen Stricken, Nähen, Häkeln oder Flicken und Kochen. Anfang des 19. Jahrhunderts waren in Österreich auf dem Lande jeder Fabrik Waisen- oder Findelhäuser angeschlossen.
In der Schweiz verstand man unter dem Begriff Industrieschule hingegen gewöhnlich eine mathematisch-naturwissenschaftlich ausgerichtete Kantonsschule (Realgymnasium, z. B. ab 1832 Rämibühl in Zürich).

## Schulsystem
Ähnlich den Philanthropen Ludwig Gerhard Wagemann (1746–1804) und Heinrich Philipp Sextro legte auch Johann Heinrich Pestalozzi Wert auf die Verbindung von manueller Arbeit mit schulischer Erziehung und Wissensvermittlung. „Industriepädagogen“, zu denen auch Philipp Emanuel von Fellenberg gehörte, setzten auf unablässige Tätigkeit, damit Müßiggang und Laster verhindert und die Armen „veredelt“ würden. Zur Ausbildung von Lehrern für die Industrieschulen wurde 1811 in Würzburg eine Zentralindustrieschule eingerichtet.
Mit dem Unterrichtskatalog in Württemberg, basierend auf einer Verflechtung von praktischen handwerklichen Tätigkeiten und theoretischen Lerneinheiten, sollten die Kinder zu fleißigen und gottgefälligen Bürgern herangezogen werden. 1830: „Neben diesen Hand-Arbeiten wird übrigens in mehreren Industrie-Schulen während der Arbeit mit den Kindern gesungen und gebetet, es werden ihnen lehrreiche Geschichten erzählt, oder es wird ihnen aus der Bibel, oder aus moralischen, historischen, und anderen Jugend-Schriften vorgelesen. Man erklärt ihnen das Vorgelesene, macht sie mit den Regeln der deutschen Sprache und mit Gegenständen der Naturgeschichte bekannt, läßt sie etwas auswendig lernen, oder im Kopfe rechnen, und nimmt sonstige Denk- oder Verstands-Uebungen mit ihnen vor.“

## Kritik an Industrieschulen
Die Industrieschulen setzten sich nicht durch, weil die Anstalten als Einrichtungen zur Förderung der Kinderarbeit und sozialer Ausbeutung in Verruf gerieten. In Wahrheit wurden die Kinder pausenlos beschäftigt und die Vermittlung von Wissen sowie Fertigkeiten war in der Regel auf die unmittelbar bezogene Tätigkeit beschränkt. Sie arbeiteten oft von 05:00 Uhr morgens bis 19:00 oder 21:00 Uhr am Abend. Die Aufseherinnen und Aufseher ahndeten durch harte Prügelstrafen jedes „Fehlverhalten“. Die „Vaterpflicht“ und die „Vatermacht“ für die Waisen übernahm oft der Fabrikant. Bis zur Volljährigkeit waren die Kinder oft der Ausbeutung wehrlos ausgeliefert. Wenige aufgeklärte Pädagogen, Pfarrer oder Beamte der Zeit kritisierten die starke Ausrichtung auf industrielle Fertigung und wirtschaftlichen Gewinn. Später ging dieses Schulsystem in anderen Schulsystemen auf.